# Alba (Włochy)
Alba – miasto we Włoszech, w Piemoncie, w prowincji Cuneo, nad Tanaro.

## Historia
- w czasach prehistorycznych teren miasta zamieszkiwany był przez Celtów i Ligurów
- w czasach starożytnego Rzymu znajdowało się tu Alba Pompeia
- po upadku cesarstwa zachodniorzymskiego wielokrotnie najeżdżane przez Burgundczyków, Longobardów i Franków
- w XI wieku uzyskało status wolnego miasta
- w 1796 stolica Republiki Alby i ponownie w 1944 krótkotrwałej Republiki Alby

## Zabytki i miejsca warte zobaczenia
- Piazza del Risorgimento – główny plac miasta, przy którym znajduje się katedra i ratusz
- Museo Civico ze zbiorami z wykopalisk z czasów starożytnego Rzymu

## Współpraca
Miejscowości partnerskie:
- Arlon, Belgia
- Bańska Bystrzyca, Słowacja
- Beausoleil, Francja
- Böblingen, Niemcy
- Medford, Stany Zjednoczone
- Sant Cugat del Vallès, Hiszpania